# مسائل اجتماعی
پُرسِمان‌های اجتماعی٬ پرسمان‌های سیاسی جنجال برانگیزی هستند که به گونهٔ مستقیم و غیر مستقیم با زندگی شخصی مردم و کنش و واکنش آنان پیوسته‌اند. پرسمان‌های اجتماعی دربرگیرنده‌ٔ فقر٬ نابرابری٬ اعتیاد٬ خشونت٬ سرکوب حقوق بشر٬ تبعیض و جنایت٬ مهاجرت٬ فرار مغزها٬ روسپیگری٬ سقط جنین٬ ازدواج همجنس گرایان و... هستند. مسائل اجتماعی از مسائل اقتصادی برجسته‌تر هستند. برخی از این پرسمان‌ها دارای هر دو جنبهٔ اجتماعی و اقتصادی هستند، مانند مهاجرت. همچنین پرسمان‌های جنجال برانگیزی وجود دارند که در این دو دسته جای نمی‌گیرند، مانند جنگ. در بخشی از پرسمان‌های اجتماعی، کارشناسانی که در این زمینه کار می‌کنند٬ مددکار اجتماعی نامیده می‌شوند.
مهم‌ترین پرسمان‌های اجتماعی دربرگیرندهٔ موردهای زیر هستند:
- حقوق بشر
- اعدام
- سانسور
- سرکوب
- جنایت
- دادگری
- فساد
- فرار مغزها
- مهاجرت
- مهاجرت غیر قانونی
- بیکاری
- دزدی
- ترافیک
- آلودگی
- صلح
- جنگ
- آموزش و پرورش
- سقط جنین
- ارزش‌های خانوادگی
- تجاوز جنسی
- اچ‌آی‌وی / ایدز
- زنای با محارم
- جامعه
- جامعه‌شناسی
- جمعیت
- برهنگی همگانی
- فزون‌گرایی
- نژاد پرستی
- سالمندی
- سن‌گرایی
- حقوق جوانان
- ازدواج همجنس‌گرایان
- سن قانونی آمیزش جنسی
- سن ترک تحصیل
- محرومیت اجتماعی
- طرد اجتماعی
- تبعیض
- تبعیض جنسی
- نسبت جنسیتی
- خودکشی و کمک به خودکشی
- خشونت
- خیانت
- خشونت خانگی
- تنبیه بدنی
- قطع اندام جنسی
- کودک آزاری
- کودکان کار
- قلدری
- آدم ربایی
- شورش
- دهشت‌افکنی
- قانون ممنوعیت توهین به مقدسات
- حق نگه‌داری و حمل تفنگ
- قوانین شرعی
- قوانین روسپی‌گری
- فقر
- زورگیری
- گدایی
- مبارزه با مواد مخدر
- تجارت غیر قانونی مواد مخدر
- قوانین الکل
- قوانین دخانیات
- قوانین قمار